# Egloffsteiner Palais (Sulzbach-Rosenberg)

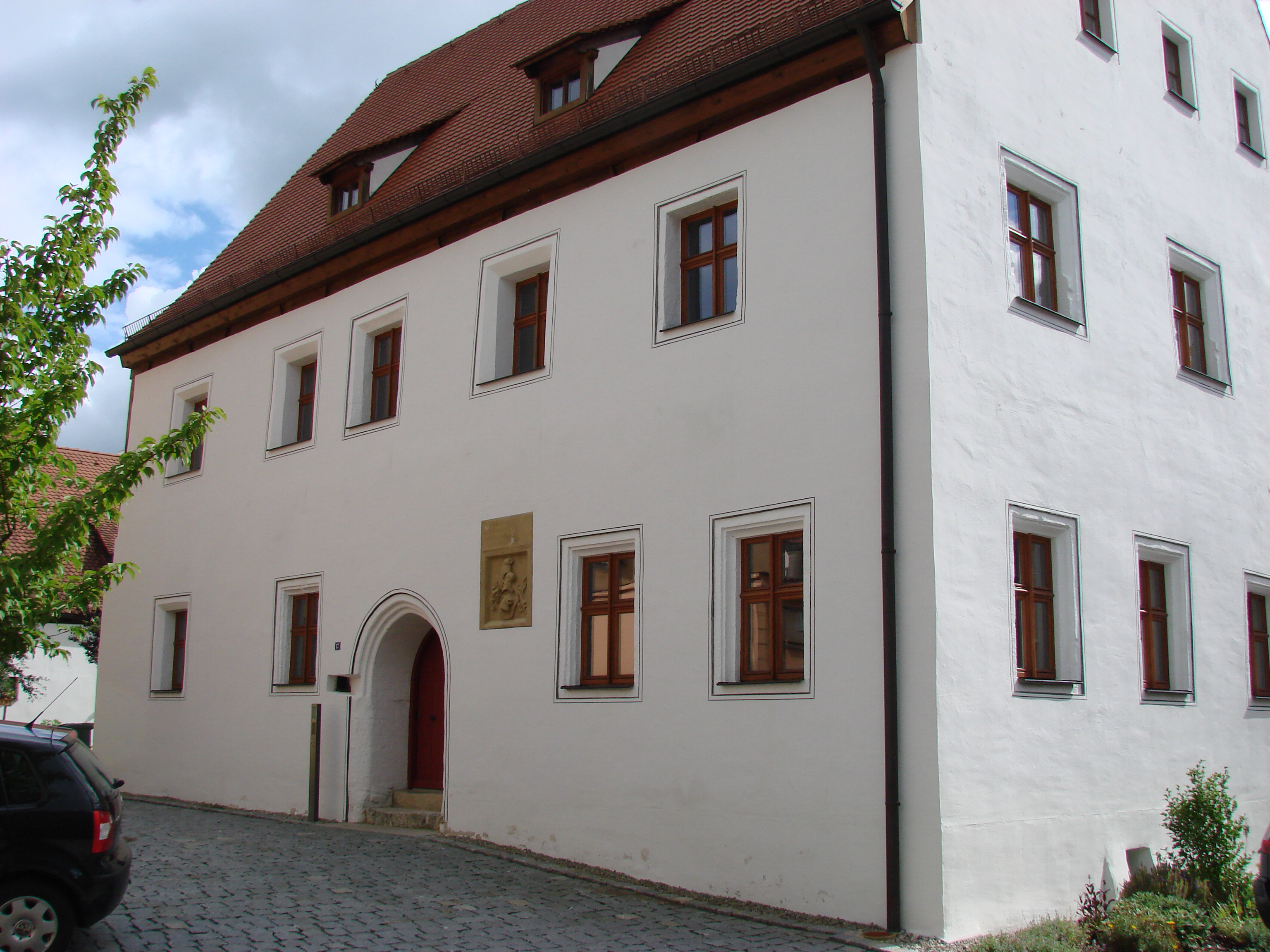
Südansicht

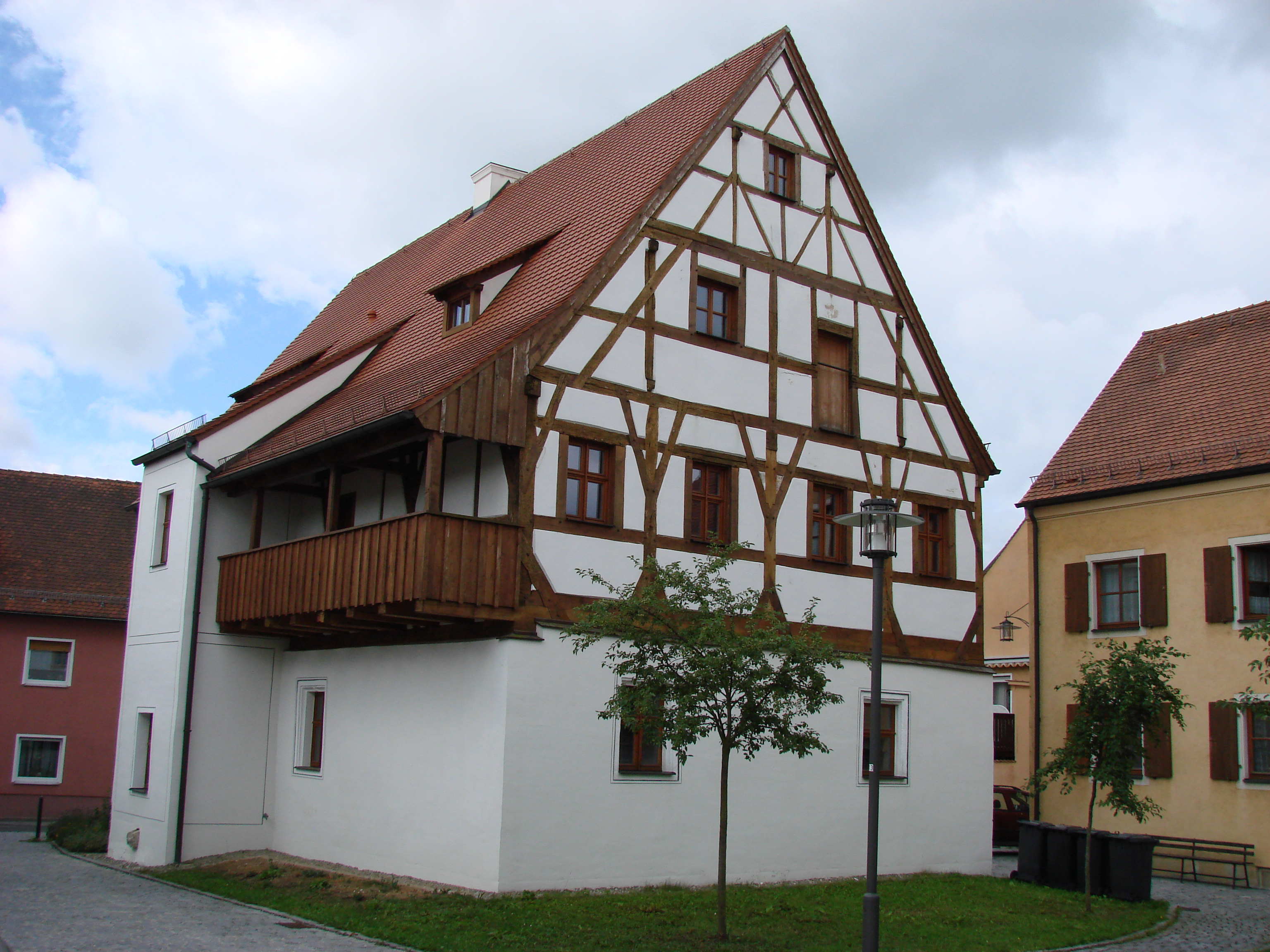
Nordansicht

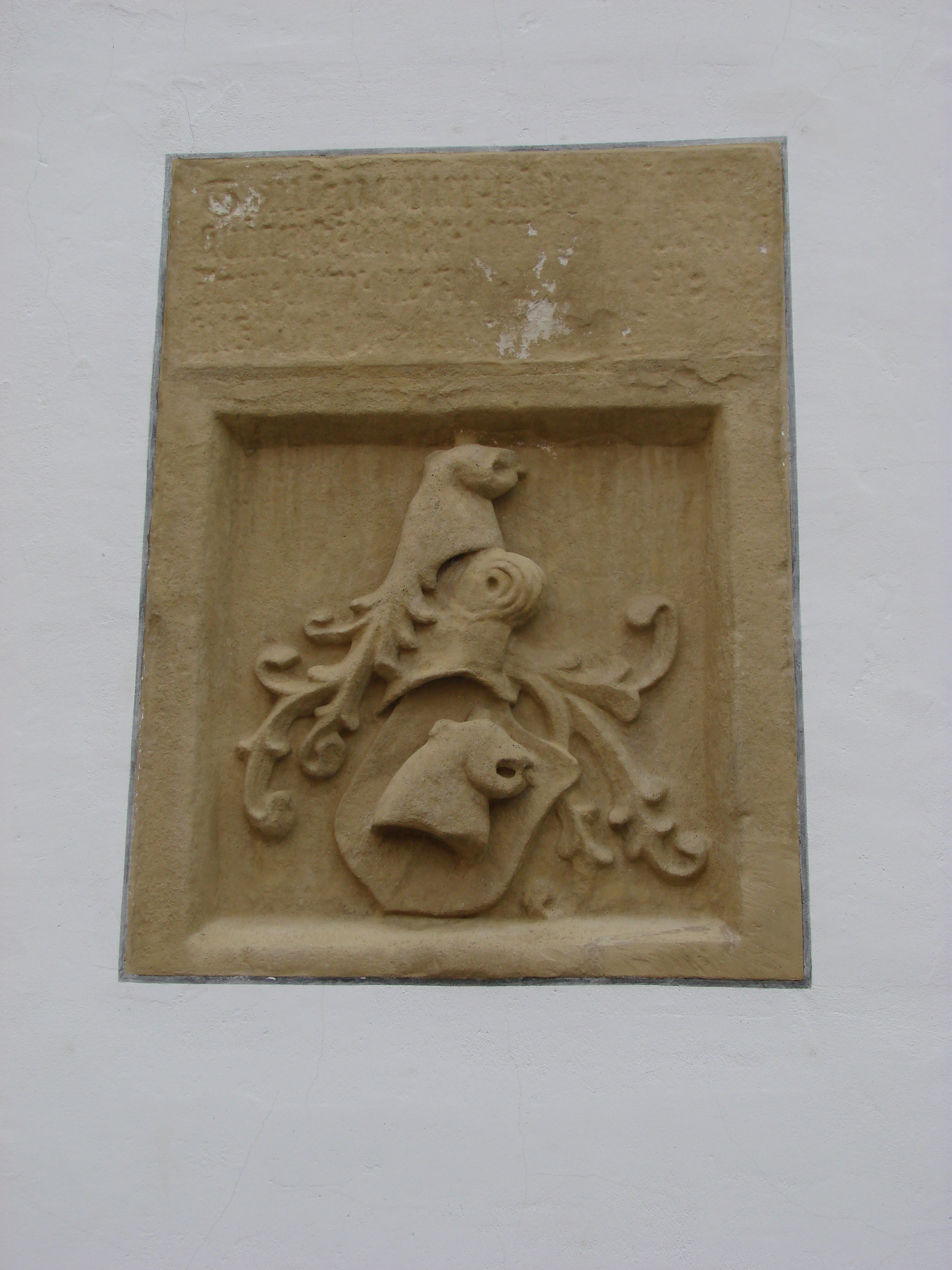
Irrtümlich der Familie Hundt zugeschriebenes Egloffsteiner Wappen

Das Egloffsteiner Palais ist ein gotischer Profanbau aus dem  15. Jahrhundert, der ursprünglich als Sitz der Familie Egloffstein in der damaligen Residenzstadt Sulzbach (heute Sulzbach-Rosenberg) diente. Wegen einer falschen Zuschreibung eines Wappens wird das Gebäude in der älteren Literatur irrtümlich als „Hundtsches Haus“ geführt.

## Beschreibung
Der spätgotische Bau mit Satteldach ist im Wesentlichen aus Stein gemauert und teilweise mit Fachwerk ergänzt. Neben dem Eingangsportal mit Rundbogen findet sich ein Wappenrelief, das den Bärenkopf der Familie Egloffstein zeigt. Die irrtümliche Deutung als Hund führte zur falschen Zuschreibung des Wappens zur Familie Hundt.
Im Zuge der Restaurierungsarbeiten 2005 bis 2007 wurden unter einer Deckenabhängung aus dem 18. Jahrhundert eine Bohlenbalkendecke von 1470 und Teile einer Bohlenwand, die ursprünglich den ganzen Raum einfasste, gefunden. Mehrere Räume waren mit Wandmalereien geschmückt. Aus Kostengründen wurden diese nur teilweise zugänglich gemacht und ansonsten unter Putz konserviert.

## Geschichte
Der Bau wurde 1470 für die Familie Egloffstein auf dem Grund eines quadratischen Vorgängerbaus aus der ersten Hälfte des 14. Jahrhunderts errichtet. Hinweise deuten darauf hin, dass der Vorgängerbau sogar aus romanischer Zeit stammen könnte. Die für die damalige Zeit aufwendige Bauausführung und der Schmuck mit Wandgemälden dokumentieren die Bedeutung, die die Familie Egloffstein ihrem Sitz in der damaligen Residenzstadt Sulzbach beimaß.
Nachdem Sulzbach keine Residenzstadt mehr war, ging das Gebäude in bürgerlichen Besitz über. 1870 wurde darin das städtische Armenhaus eingerichtet. Spätestens seit 1970 war der Bau vor allem wegen Hausschwammbefalls schwer sanierungsbedürftig, sodass sogar der Abriss erwogen wurde.
Nach der 1,2 Mio. Euro teuren Sanierung von 2005 bis 2006 wird das Gebäude heute als Stadtarchiv und Sitz der Knorr-von-Rosenroth-Gesellschaft und Richard-Bauer-Stiftung genutzt.